# Stará Huť
Stará Huť (en allemand : Althütten) est une commune du district de Příbram, dans la région de Bohême-Centrale, en République tchèque. Sa population s'élevait à 1 503 habitants en 2020.

## Géographie
Stará Huť se trouve à 3 km à l'est du centre de Dobříš, à 18 km au nord-est de Příbram et à 37 km au sud-sud-ouest de Prague.
La commune est limitée par Mokrovraty au nord et à l'est, par Nový Knín à l'est, par Rybníky au sud, et par Svaté Pole et Dobříš à l'ouest.

## Histoire
En 1674, Franz Maximilian von Mansfeld fit construire à l'est de Dobříš un haut-fourneau et plusieurs forges qui furent à l'origine de Stará Huť.

## Transports
Par la route, Stará Huť se trouve à 2,6 km de Dobříš, à 22,5 km de Příbram et à 43 km de Prague.